# Gård fra Ostenfeld, Sydslesvig (Frilandsmuseet)
Frilandsmuseets gård fra Ostenfeld stammer fra Østerfjolde (tysk: Ostenfeld) øst for Husum i den sydvestlige del af Slesvig. Gården blev i år hentet af 1900 Frilandsmuseets direktør Bernhard Olsen, og er i det ydre opført på museet i Sorgenfri, som den stod i Østerfjolde, men i det indre ændret lidt, idet man ønskede at fremstille gården, som den har været indrettet omkring starten af 1700-tallet. Gården fra Østerfjolde er et såkaldt "Hallehus" hvilket vil sige, at den er opført som ét stort rum, hvor både dyr og mennesker har spist og sovet; hvor hø og halm er blevet opbevaret og tærsket, hvor vogne, redskaber og plov er kørt ind,og hvor mad og varme er blevet til ved ildstedet i den bagerste ende af rummet, kaldet "flett".

## Beskrivelse
Gården fra Østerfjolde skiller sig ud fra Frilandsmuseets øvrige bygninger ved at indgangen er gavlens store port. Det er således gavlen der er prydet af "mønstermuring" fremfor bindingsværk, og gavlen, ikke facaden, der vender ud til gaden. Fra Bernhard Olsens tid som soldat udstationeret i Slesvig, huskede han, hvordan hallehusene oplevedes, når man gik forbi dem i mørket: "Vi vandrede i de mørke aftener ad byens krogede gyder med de kirkelige husgavle. Portene på dem stod åbne, og man så ind i deres rummelige indre, hvor ilden flammede på arnen og mørke skikkelser færdedes derinde".
Bygningen er en 'Højremskonstruktion' dvs. taget er båret af stolper, og huset har 'stængeloft' dvs. loft af løse planker, der kan flyttes og halm og hø stikkes op fra stuen.
På portliggeren (bjælken over porten) er angivet årstallet 1685, og i de senere tilbygninger, "pisel" og "dørns" står 1766. Af kildemateriale og dendrokronologiske undersøgelser fremgår det, at dele af huset er opført omkring 1480-1485. Bernhard Olsen var tilhænger af en samtidig historisk evolutionsteori for bygninger, som forskere nu er gået bort fra, I følge denne teori var Hallehuse, som det fra Østerfjolde, udtryk for en meget simpel og udviklingsmæssigt tidlig periode for bondegårde. Teorien gik på, at de mere komplekse og ruminddelte huse med flere døre, vinduer og skorstene er kommet til senere. Gården fra Østerfjolde er den ældste af Frilandsmuseets bygninger, men ikke derfor den mest primitive. Den er udtryk for en anden byggestil end den man kan se i alle de øvrige huse på Frilandsmuseet (fra Fyn, Sjælland, Nørrejylland, Falster, Fanø, Lolland, Bornholm osv., og den skiller sig netop ud ved at alle livets væsentlige funktioner er foregået i ét stort rum. Køer og heste har stået i båsene i husets langsider og høns har ligget i de ophængte kurve og gået frit omkring.
På loftets store brede egeplanker har halm og hø ligget til tørring, og fra ildstedet har røgen bredt sig i hele huset og sivet ud gennem loftets. Røgen har virket til rygning af kød og pølser og det siges, at selv køerne på egnen kom til at foretrække røget frem for ferskt hø!
Gården fra Østerfjolde vidner i sit snedkerarbejde og murværk om en solid økonomi hos ejeren og godt lokalt håndværk. Også de senere udsmykninger ved alkover og tilbygningernes paneler og tekstiler udtrykker rigdom gennem dyre materialer, omhyggelig forarbejdning og tilvirkning. store pragtkister, farvet glas i ruderne, flettede jerntremmer til at forhindre indbrud, og fornemme dekorerede fade og ølkrus på hylderne.